# Dangerous Isolation
Dangerous Isolation (Trapped!) è un film per la televisione del 2006 diretto da Rex Piano.

## Trama
Samantha è un ingegnere informatico che per motivi di lavoro deve recarsi in una remota cittadina dalle parti di San Diego. Porta con sé sua figlia Gwen, approfittando del fatto che le due passeranno, dopo il lavoro, un pomeriggio alle terme. Tuttavia, durante il tragitto per arrivare dal cliente, vengono mandate intenzionalmente fuori strada e cercando aiuto, trovano una struttura alberghiera abbandonata, in realtà rifugio di tre criminali che rapiscono madre e figlia e le minacciano di morte se Samantha non riuscirà in poco più di un'ora a violare un database informatico criptato della sicurezza nazionale...

## Produzione
Del film ne è stata realizzata parallelamente una versione identica, se non per il fatto che Samantha non è fidanzata con un uomo (David), ma con una donna (Dana). Questa versione è stata diffusa in pochissimi paesi, tra cui la Spagna.